# Christian Vibe
Christian Vibe (* 16. März 1913 in Ravit (heute Raved, Bjolderup Sogn); † 23. Juni 1998 in Farum) war ein dänischer Zoologe. Er beschäftigte sich hauptsächlich mit der arktischen Tierwelt Grönlands mit Fokus auf Moschusochsen und Eisbären.

## Leben
Christian Vibe kam 1913 als eines von fünf Kindern des Hofbesitzers Jacob Petersen Vibe (1877–1962) und seiner Frau Sophie Dorothea Petersen (1877–1966) im damals noch zum Königreich Preußen gehörenden Weiler Raved zur Welt, wo seine Eltern einen Bauernhof bewirtschafteten. Er besuchte die Schule in Aabenraa, die er 1932 mit der Hochschulreife abschloss. Anschließend studierte er Naturgeschichte (Zoologie, Botanik und Geologie) an der Universität Kopenhagen und beaufsichtigte im Sommer die Vogelschutzgebiete in Westjütland. Noch als Student nahm er 1936 an seiner ersten Expedition nach Grönland teil, wo er gemeinsam mit Finn Salomonsen an der Melville-Bucht die dortigen Vögel und die Tiefseefauna studierte.  Nach Abschluss seines Studiums beteiligte er sich 1939 an der Dänischen Thule- und Ellesmereland-Expedition unter der Leitung von James van Hauen (1904–1990). Von ihrem Basislager in Neqi unternahmen die Teilnehmer mit Booten und Hundeschlitten Exkursionen für ihre zoologischen, botanischen und geologischen Studien. Im März 1940 überquerte die Expedition in Begleitung mehrerer Inuit und deren Hundeschlitten den Smithsund in Richtung Ellesmere Island. Am Bay Fiord zog van Hauen mit einer Gruppe am Eureka Sound nach Norden, während Vibe mit einer zweiten Gruppe nach Süden an der Küste von Axel Heiberg Island entlangfuhr, über die Norwegian Bay zum Baumann Fiord übersetzte und schließlich wieder nach Neqi zurückkehrte. Weil Dänemark inzwischen von der deutschen Wehrmacht besetzt worden war und die Verbindung nach Grönland abgebrochen war, blieb Vibe gezwungenermaßen bis zum Kriegsende in Grönland. 1941 kam er nach Nuuk, wo er als Meteorologe arbeitete und die Nachrichten des örtlichen Hörfunksenders verfasste. 1942 gründete er die Zeitung Grønlandsposten und blieb bis 1947 ihr Herausgeber. 1946 heiratete er in Kopenhagen die Zeichnerin Grete Esther Glentoft (1919–2005) und das Ehepaar bekam einen Sohn. Die Ehe wurde 1957 geschieden und er heiratete in zweiter Ehe am 28. Januar 1961 in Gentofte die Korrespondentin Jane Nissen (1934–1990), Tochter des Zivilingenieurs Harald Nissen (1894–1963) und der Lehrerin Gudrun Kaalund-Jørgensen (1903–1984).
Von 1948 an leitete er die neu gegründete Arbeitsgruppe für die zoogeographische Erforschung Grönlands am Zoologischen Museum der Universität Kopenhagen. In den folgenden Jahren beschäftigte er sich mit der Tierwelt Grönlands und sammelte eine große Anzahl von Exemplaren terrestrischer und mariner Wirbeltiere und Wirbelloser für das Museum. Gleichzeitig arbeitete Vibe von 1948 bis zu seiner Emeritierung im Jahr 1983 als wissenschaftlicher Berater des Grønlandsministeriets in Jagd- und Naturschutzangelegenheiten. 1955 wurde er Amanuensis und 1969 – nach seiner Promotion – Dozent. In den 1960er und 1970er Jahren leitete er zahlreiche Expeditionen nach Grönland. Von 1967 bis 1974 gehörte Vibe der Kommission für wissenschaftliche Untersuchungen in Grönland (Kommissionen for Videnskabelige undersøgelser i Grønland) und von 1948 bis 1969 dem Vorstand der Grönländischen Gesellschaft (Det Grønlandske Selskab) an. Ab 1965 wirkte er in der Eisbärenforschungsgruppe der Weltnaturschutzunion (IUCN) und ab 1972 im Büro des World Wide Fund for Nature. Er starb 1998 im Alter von 85 Jahren.

## Leistung
Die Fluktuation der Wildtierpopulationen Grönlands und ihre Auswirkung auf das Leben der Inuit beschäftigten Christian während seines gesamten wissenschaftlichen Lebens. In seiner Dissertationsschrift analysierte er 1967 Daten zur grönländischen Jagdausbeute über einen Zeitraum von 200 Jahren und setzte sie in Relation zu Schwankungen in den Eisverhältnissen. Um die Ernährungssituation der Inuit zu verbessern, verfolgte er das Projekt, Moschusochsen, die nur in Ostgrönland lebten, auch an der dichter bevölkerten Westküste anzusiedeln. Auf mehreren Expeditionen in den 1960er Jahren wurden an der Ostküste 27 Moschusochsen eingefangen und in die Gegend von Kangerlussuaq gebracht. Bis 2018 wuchs die Population auf 20.000 Tiere an, von denen jedes Jahr einige Tausend gejagt werden können. Der Erfolg ermunterte ihn, 1986 weitere Tiere nach Inglefield Land und ans Kap Atholl (Kangaarsuk) zu bringen.
Daneben trat Vibe entschieden für die Erhaltung und den Schutz der arktischen Tierwelt ein. Er erkannte das Recht der indigenen Völker auf die Nutzung der natürlichen Ressourcen an, betonte aber die Notwendigkeit klarer Richtlinien für eine nachhaltige Bejagung. Er gehörte 1966 zu den Gründern der Eisbärenforschungsgruppe der IUCN, deren Arbeit 1973 zu einem Abkommen der arktischen Anrainerstaaten führte, das die Jagd einschränken, die Habitate schützen und die gemeinsame Forschung stärken sollte In den 1970er Jahren leitete Vibe mehrere Expeditionen, deren Ziel das Studium der Eisbären in Nordost- und Nordwestgrönland war. 1979 nahm er an der internationalen Eisdriftexpedition Fram I teil. Mehrere Eisbären wurden mit Sendern versehen, um ihre Migrationsrouten per Satellit verfolgen zu können.
Christian Vibe war einer der Initiatoren des 1972 verabschiedeten ersten Naturschutzgesetzes für Grönland. Er war führend an der Gründung der ersten grönländischen Naturschutzgebiete beteiligt. 1974 wurde der Nordost-Grönland-Nationalpark eingerichtet, vier Jahre später das Wildreservat an der Melville-Bucht (Qimusseriarsuaq).
Vibes wissenschaftliches Interesse beschränkte sich nicht auf die großen Landsäugetiere Grönlands. Themen seiner mehr als 100 wissenschaftlichen und populärwissenschaftlichen Publikationen sind auch Meeressäugetiere, Vögel, Wirbellose, der Artenschutz und die Folgen von Klimaschwankungen. Für das preisgekrönte Buch Grønlands fauna – fisk, fugle, pattedyr (Grönlands Fauna – Fische, Vögel, Säugetiere), das er gemeinsam mit Bent Muus (1926–2006) und Finn Salomonsen verfasste, schrieb er das Kapitel über die Säugetiere. Vibe hielt zahlreiche öffentliche Vorträge, um seine Expeditionen zu finanzieren. Er schrieb Reiseberichte und produzierte sechs Dokumentarfilme.

## Ehrungen
1973 wurde Christian Vibe das Ritterkreuz des Dannebrogordens verliehen. 1995 erhielt er die grönländische Verdienstmedaille Nersornaat in Silber und die Rink-Medaille der Grönländischen Gesellschaft. Für das Buch Grønlands fauna – fisk, fugle, pattedyr wurde er 1982 mit dem Amalienborgpreis (Amalienborg-prisen) für Autoren herausragender dänischsprachiger Bücher von allgemeinem Interesse ausgezeichnet.

## Schriften (Auswahl)
- Fangerfolk og Fuglefjelde. Hagerup, 1938
- Ene ligger Grønland. Hagerup, 1946
- Langthen og Nordpaa. Gyldendal, 1948.
- Arctic Animals in Relation to Climatic Fluctuations. Dissertation, C. A. Reitzel, 1967.
- Grønlands fauna – fisk, fugle, pattedyr. Gyldendal, 1981 (mit Bent Muus und Finn Salomonsen).